# 泉川ピート
泉川 ピート（いずみかわ ピート、1956年5月4日 - ）は、沖縄県出身のプロゴルファーである。SOLOS INC.所属。

## 略歴
- 師匠は青木功。

## 主な優勝
- 1982年 - サントリーオープン
- 1984年 - 全日空札幌オープン
- 1984年 - 関東プロゴルフ選手権
- 1994年 - NST新潟オープン